# Escuela Universitaria de Tecnología Médica
La Escuela Universitaria de Tecnología Médica (EUTM) de Uruguay, forma parte de la Universidad de la República (UdelaR) y concretamente de la Facultad de Medicina (Universidad de la República); teniendo dos sedes en el país, una en el departamento de Montevideo y la segunda en el departamento de Paysandú.

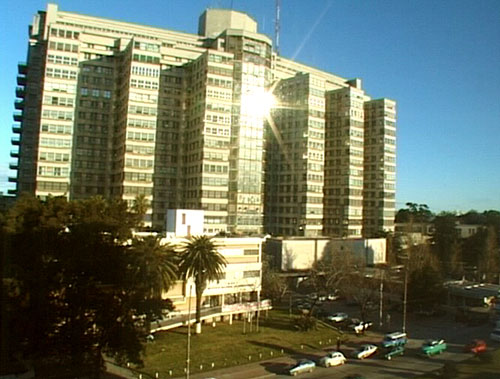
Hospital de Clínicas

## Ubicación
La sede de Montevideo se encontraba en el Hospital de Clínicas Dr. Manuel Quintela, funcionando en el piso 3 del mismo. En 2019 se inauguró el Edificio de la EUTM y Nutrición al lado del Hospital de Clínicas y enfrente al Estadio Centenario. Donde en la actualidad estudian cerca de tres mil estudiantes de diferentes carreras. 
Por su parte, en el departamento de Paysandú, forma parte del Centro Universitario de Paysandú (CUP) (dirección: Florida 1051); cuya oferta académica incluye carreras tanto de la EUTM, Escuela Binacional de Obstetricia, Instituto Superior de Educación Física, Facultad de Ingeniería, entre otros.

## Historia
El instituto fue fundado por el Dr. Mario Cassinoni en la ciudad de Montevideo en la década del '50.
Hace treinta y cinco años la EUTM se encuentra brindando formación en Paysandú, formando parte del Centro Universitario de Paysandú -como se mencionó anteriormente-; donde se dictaron en principio los cursos de Fisioterapia, Hemoterapia, Radiología, Archivo médico, y Laboratorio clínico.

## Carreras EUTM
Las diferentes carreras, reunidas en la siguiente tabla, dictadas actualmente por la EUTM suman un total de dieciocho -entre  tecnicaturas y licenciaturas-.
| Carrera                    | Descripción                                                                                                 |
| -------------------------- | --- |
| Terapia ocupacional        | Título expedido: Licenciado en Terapia Ocupacional. Duración estipulada de la carrera: 4 años               |
| Salud ocupacional          | Título expedido: Tecnólogo en Salud Ocupacional. Duración estipulada de la carrera: 3 años                  |
| Registros médicos          | Título expedido: Licenciado en Registros Médicos. Duración estipulada de la carrera: 4 años                 |
| Radioterapia               | Título expedido: Tecnólogo en Radioterapia. Duración estipulada de la carrera: 3 años                       |
| Radioisótopos              | Título expedido: Técnico en Radioisótopos. Duración estipulada de la carrera: 3 años                        |
| Psicomotricidad            | Título expedido: Licenciado en Psicomotricidad. Duración estipulada de la carrera: 4 años                   |
| Podología                  | Título expedido: Técnico en Podología. Duración estipulada de la carrera: 3 años                            |
| Oftalmología               | Título expedido: Licenciado en Oftalmología. Duración estipulada de la carrera: 4 años                      |
| Neumocardiología           | Título expedido: Licenciado en Neumocardiología. Duración estipulada de la carrera: 4 años                  |
| Neurofisiología clínica    | Título expedido: Licenciado en Neurofisiología Clínica. Duración estipulada de la carrera: 4 años           |
| Laboratorio Clínico        | Título expedido: Licenciado en Laboratorio Clínico. Duración estipulada de la carrera: 4 años               |
| Instrumentación quirúrgica | Título expedido: Licenciado en Instrumentación Quirúrgica. Duración estipulada de la carrera: 4 años        |
| Imagenología               | Título expedido: Licenciado en Imagenología. Duración estipulada de la carrera: 4 años                      |
| Hemoterapia                | Título expedido: Técnico en Hemoterapia. Duración estipulada de la carrera: 3 años                          |
| Fonoaudiología             | Título expedido: Licenciado en Fonoaudiología. Duración estipulada de la carrera: 4 años                    |
| Fisioterapia               | Título expedido: Licenciado en Fisioterapia. Duración estipulada de la carrera: 4 años                      |
| Cosmetología médica        | Título expedido: Tecnólogo en Cosmetología Médica. Duración estipulada de la carrera: 3 años                |
| Anatomía patológica        | Título expedido: Técnico en Anatomía Patológica o Histotecnólogo. Duración estipulada de la carrera: 3 años |

El Hospital de Clínicas (sede de Montevideo de la EUTM) brinda todas las carreras enumeradas anteriormente,  a excepción de Salud Ocupacional. Por otra parte, aquellas dictadas actualmente en el Centro Universitario de Paysandú son las siguientes: Fisioterapia, Laboratorio clínico, Imagenología, Psicomotricidad, Instrumentación quirúrgica, Anatomía patológica, Hemoterapia, Podología médica, Salud ocupacional.